# SBB Em 3/3
Die Em 3/3 ist eine diesel-elektrische Rangierlokomotive der Schweizerischen Bundesbahnen (SBB) und der Sihltal-Zürich-Uetliberg-Bahn (SZU).
Von 1959 bis 1963 beschafften die SBB die leichten Rangiermaschinen Em 3/3. Sie ersetzten die Dampflokomotiven E 3/3. Die damalige Sihltalbahn schloss sich der Bestellung mit einer weiteren Lokomotive, der Em 3/3 11 «Leu», an. Leistungsmässig gehört die Em 3/3 in die Klasse der elektrischen Standard-Rangierlokomotiven Ee 3/3. Die Prototypen 18801 – 18806 sind mit einem achtzylindrigen V-Dieselmotor von SLM Winterthur ausgerüstet. Bei den Serienlokomotiven kam ein kostengünstigerer und leichterer sechszylindriger aufgeladener SLM-Dieselmotor zum Einbau.

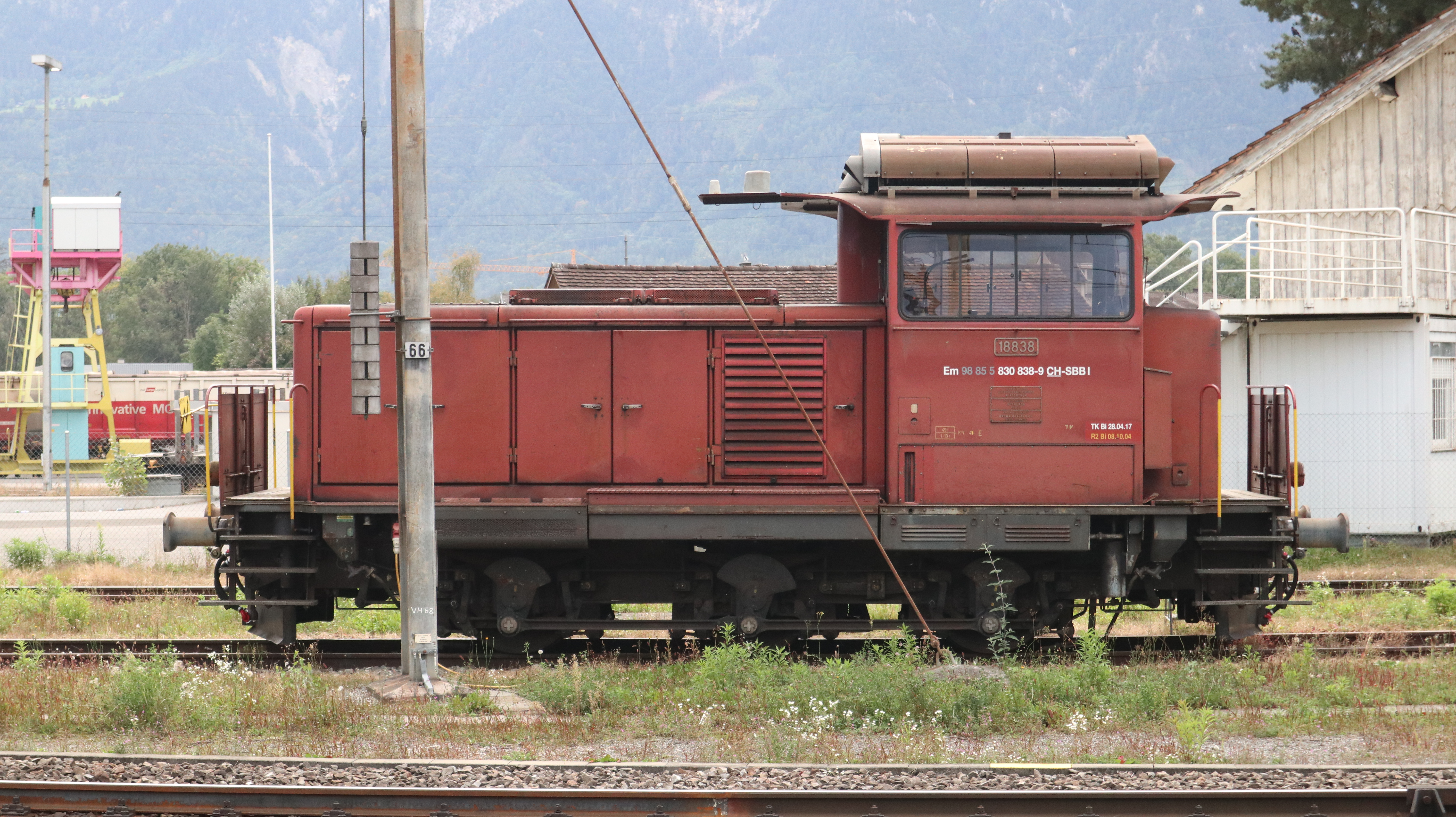
Em 3/3 18838 der SBB-Infrastruktur 2019 in Buchs SG, die UIC-Nummer 98 85 5 830 838-9 CH-SBBI ist am Führerhaus angeschrieben

Mit der Einführung der UIC-Bauartbezeichnungen wurden die SBB-Diesellokomotiven in Em 830 umbenannt. Bei den Lokomotiven der SBB-Infrastruktur steht die zwölfstellige UIC-Nummer unter der Nummerntafel.

Mit dem Aufkommen der Diesellokomotive SBB Am 843 werden die Em 3/3 allmählich ausser Betrieb genommen. Die einstige SZU-Diesellok Em 3/3 836 506 gehört heute dem Club del San Gottardo in Mendrisio. Die ex SBB Em 3/3 18822 befindet sich beim Verein Draisinen Sammlung Fricktal in Koblenz. Die ex SBB Em 3/3 18814 gehört der Museumsbahn Etzwilen-Singen.

## Erhaltene Lokomotiven
| Lok          | Besitzer                                    | Bemerkungen           |
| ------------ | ------------------------------------------- | --------------------- |
| 18808        | Schweizerische Bundesbahnen Personenverkehr | Abgestellt im IW Biel |
| 18814        | Stiftung Museumsbahn SEHR&RS                | Betriebsfähig         |
| 18815        | DVZO                                        | Betriebsfähig         |
| 18822        | DSF                                         | Betriebsfähig         |
| 18824        | DVZO                                        | Betriebsfähig         |
| 18829        | Stiftung Museumsbahn SEHR&RS                | Ausser Betrieb        |
| 18831        | Schweizerische Bundesbahnen Personenverkehr | Abgestellt im IW Biel |
| 18832        | Stiftung Museumsbahn SEHR&RS                | Ausser Betrieb        |
| SZU 11 "LEU" | Club del San Gottardo                       | Betriebsfähig         |